# António Manuel Bogaio Constantino
António Manuel Bogaio Constantino (ur. 9 listopada 1969 w Tete) – mozambicki duchowny katolicki, biskup pomocniczy Beiry od 2023.

## Życiorys
Święcenia kapłańskie otrzymał 13 czerwca 2001 w zgromadzeniu Misjonarzy Kombonianów. Był m.in. dyrektorem katolickiego pisma Vida Nova, przełożonym mozambickiej prowincji zakonnej oraz przewodniczącym krajowej Konferencji Wyższych Przełożonych Zakonnych.
13 grudnia 2022 papież Franciszek mianował go biskupem pomocniczym archidiecezji Beiry oraz biskupem tytularnym Sutunurca. Sakry udzielił mu 19 lutego 2023 arcybiskup Claudio Dalla Zuanna.